# Confidential Lady
Confidential Lady é um filme de comédia dramática britânica de 1939, dirigido por Arthur B. Woods e estrelado por Ben Lyon e Jane Baxter.
É classificado como um filme perdido.

## Elenco
- Ben Lyon como Jim Brent
- Jane Baxter como Jill Trevor
- Athole Stewart como Sir Joshua Morple
- Ronald Ward como John Canter
- Jean Cadell como Amy Boswell
- Frederick Burtwell como Phillips
- Gibb McLaughlin como Xerife
- Vera Bogetti como Rose
- Stewart Rome como Alfred Trevor